# Hoa hậu Quốc tế 1996
Hoa hậu Quốc tế 1996 là cuộc thi Hoa hậu Quốc tế lần thứ 36 được tổ chức tại Kanazawa, Nhật Bản vào ngày 26 tháng 10 năm 1996. Hoa hậu Quốc tế 1995 - Anne Lena Hansen đến từ Na Uy đã trao lại vương miện cho người kế nhiệm, cô Fernanda Alves đến từ Bồ Đào Nha.

## Kết quả

### Thứ hạng
| Kết quả              | Thí sinh |
| -------------------- | --- |
| Hoa hậu Quốc tế 1996 | - Bồ Đào Nha – Fernanda Alves |
| Á hậu 1              | - Tunisia – Ibticem Lahmar |
| Á hậu 2              | - Colombia – Claudia Mendoza Lemus |
| Top 15               | - Úc – Kylie Watson - Bolivia – Elka Pacheco - Hy Lạp – Rania Likoudi - Nhật Bản – Akiko Sugano - Hàn Quốc – Kim Jung-hwa - Na Uy – Eva Stenset - New Caledonia – Tania Chitty - Philippines – Yedda Mendoza - Tây Ban Nha – Rosa Casado - Thổ Nhĩ Kỳ – Gokce Yanardag - Ukraine – Nataliya Kozitskaya - Venezuela – Carla Steinkopf |

## Các giải thưởng đặc biệt
| Giải thưởng                 | Thí sinh                                             |
| --------------------------- | ---------------------------------------------------- |
| Hoa hậu Thân thiện          | - Quần đảo Bắc Mariana - Kathleen Williams           |
| Hoa hậu Ảnh                 | - Hàn Quốc - Kim Jung-hwa                            |
| Trang phục dân tộc đẹp nhất | - Colombia - Claudia Inés de Torcoroma Mendoza Lemus |

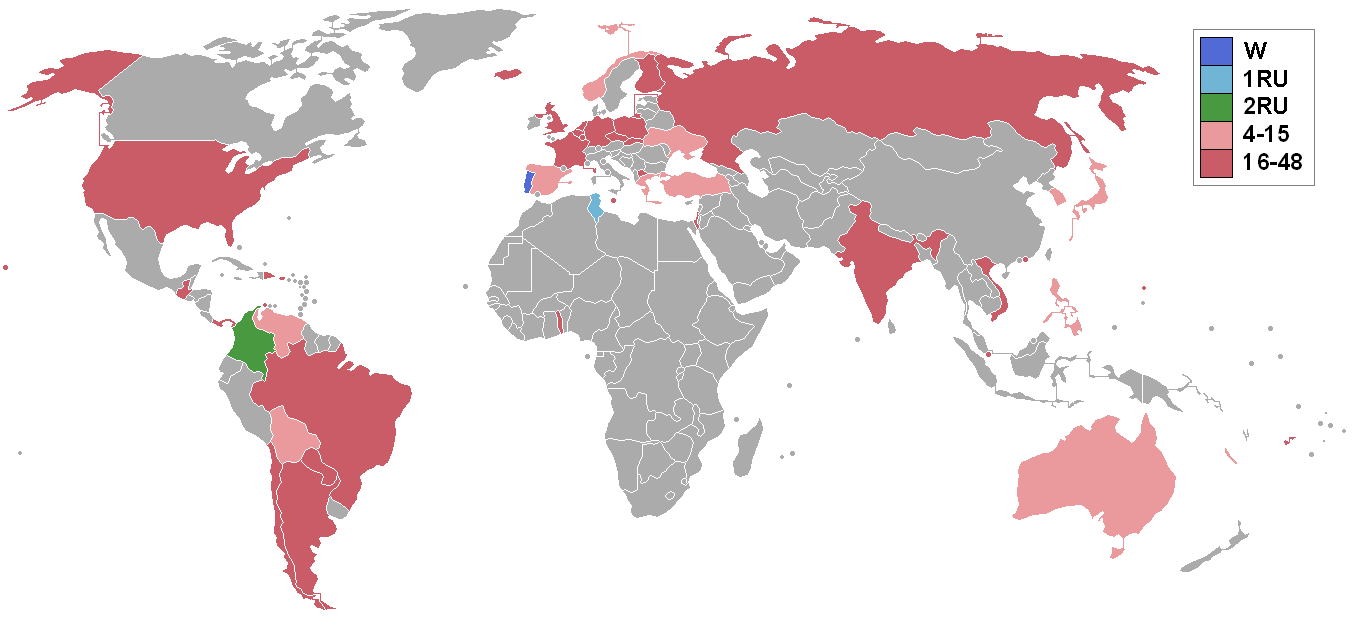
Các quốc gia và vùng lãnh thổ tham gia Hoa hậu Quốc tế 1996 và kết quả.

## Thí sinh tham gia
Cuộc thi có tổng cộng 48 thí sinh tham gia:
| Quốc gia/Vùng lãnh thổ | Thí sinh                                |
| ---------------------- | --------------------------------------- |
| Argentina              | Maria Xenia Bordón                      |
| Aruba                  | Julisa Marie Lampe                      |
| Úc                     | Kylie Ann Watson                        |
| Bỉ                     | Barbara Van der Beken                   |
| Bolivia                | Elka Grothenhorst Pacheco               |
| Brazil                 | Ana Carina Góis Homa                    |
| Anh Quốc               | Shauna Marie Gunn                       |
| Chile                  | Alexandra De Granade Errázuriz          |
| Colombia               | Claudia Inés de Torcoroma Mendoza Lemus |
| Cộng hòa Séc           | Zdenka Zadrazilova                      |
| Cộng hòa Dominica      | Sandra Natasha Abreu Matusevicius       |
| Fiji                   | Ranjani Roshini Dayal                   |
| Phần Lan               | Ulrika Therese Wester                   |
| Pháp                   | Nancy Cornelia Delettrez                |
| Đức                    | Andrea Walaschewski                     |
| Hy Lạp                 | Rania Likoudi                           |
| Guatemala              | Karla Hannelore Beteta Forkel           |
| Hawaii                 | Kam Au                                  |
| Hà Lan                 | Leonie Maria Boon                       |
| Hồng Kông              | Viên Thái Vân                           |
| Iceland                | Audur Geirsdóttir                       |
| Ấn Độ                  | Fleur Dominique Xavier                  |
| Israel                 | Ann Konopny                             |
| Nhật Bản               | Akiko Sugano                            |
| Hàn Quốc               | Kim Jung-hwa                            |
| Luxembourg             | Christiane Lorent                       |
| Macedonia              | Aleksandra Petko Petrovska              |
| Malta                  | Mary Farrugia                           |
| New Caledonia          | Tania Lise Chitty                       |
| Quần đảo Bắc Mariana   | Kathleen Williams                       |
| Na Uy                  | Eva-Charlotte Stenset                   |
| Panama                 | Betzy Janethe Achurra                   |
| Paraguay               | Claudia Rocío Melgarejo                 |
| Philippines            | Yedda Marie Mendoza Kittilsvedt         |
| Ba Lan                 | Monika Marta Adamek                     |
| Bồ Đào Nha             | Fernanda Alves                          |
| Puerto Rico            | Lydia Guzmán López                      |
| Nga                    | Yuliya Vladimirovna Ermolenko           |
| Singapore              | Carel Siok Liang Low                    |
| Slovakia               | Martina Jajcayova                       |
| Tây Ban Nha            | Rosa Maria Casado Teixidor              |
| Togo                   | Amanda Adama Bawa                       |
| Tunisia                | Ibticem Lahmar                          |
| Thổ Nhĩ Kỳ             | Gokce Yanardag                          |
| Ukraine                | Nataliya Vasilievna Kozitskaya          |
| Hoa Kỳ                 | Maya Yadira Kashak                      |
| Venezuela              | Carla Andreína Steinkopf Struve         |
| Việt Nam               | Phạm Anh Phương                         |

## Chú ý

### Lần đầu tham gia
- Macedonia
- Togo

### Trở lại
| - Lần cuối tham gia vào năm 1969: - Tunisia - Lần cuối tham gia vào năm 1980: - Chile - Lần cuối tham gia vào năm 1993: - New Caledonia | - Lần cuối tham gia vào năm 1994: - Phần Lan - Ba Lan - Nga - Ukraine |

### Bỏ cuộc
| - Síp - Đan Mạch - El Salvador - Guam | - Honduras - Mexico - Seychelles - Thái Lan |